# Collix oblitera
Collix oblitera är en fjärilsart som beskrevs av Louis Beethoven Prout 1935. Collix oblitera ingår i släktet Collix och familjen mätare. Inga underarter finns listade i Catalogue of Life.